# Rade (Name)
Rade ist ein slawischer männlicher Vorname, eine Verkleinerungsform von Milorad und anderer slawischer Namen mit dem Element rad (Freude, Glück).

## Namensträger

### Vorname
- Rade Bogdanović (* 1970), serbischer Fußballspieler
- Rade Đokić (* 1983), bosnisch-herzegowinischer Fußballspieler
- Rade Končar (1911–1942), jugoslawischer Politiker und Partisan
- Rade Marković (1921–2010), jugoslawischer Schauspieler
- Rade Obrenović (* 1990), slowenischer Fußballschiedsrichter
- Rade Prica (* 1980), schwedischer Fußballspieler serbischer Abstammung
- Rade Šerbedžija (* 1946), kroatischer Schauspieler serbischer Abstammung
- Rade Veljović (* 1986), serbischer Fußballspieler
- Rade Vrčakovski (Vrčak; * 1980), mazedonischer Rapper, Sänger und Songwriter

### Familienname
- Gottfried Rade (1891–1987), deutsch-Schweizer Mitglied des Provinziallandtages der Provinz Hessen-Nassau
- Karl Maximilian von Rade (1771–1854), preußischer Generalmajor
- Katja Rade (* 1965), deutsche Betriebswirtin und Hochschullehrerin
- Ludwig Martin Rade (* 1939), deutscher Ingenieur und Politiker (FDP), MdL
- Martin Rade (1857–1940), deutscher evangelischer Theologe, Hochschullehrer und Publizist
- Reinhard Rade (* 1964), rechtsradikaler Funktionär